# Maciej Pęcak
Maciej Pęcak (ur. 7 lutego 1964 w Rymanowie) – polski artysta rzeźbiarz.
Absolwent ASP w Krakowie (Wydział Rzeźby), którą ukończył w 1991. Twórczość artystyczna w zakresie  rzeźby i rysunku. Do 1979 mieszkał oraz uczęszczał do szkoły podstawowej w Sanoku. W 1980 rozpoczął naukę w Państwowym Liceum Sztuk Plastycznych w Miejscu Piastowym. Motywy przewodnie w  twórczości Pęcaka to natura, człowiek i miasto. Jest również autorem rzeźb pomnikowych i sakralnych m.in. w Hłomczy, Sanoku, Krakowie i Jaśle. Mieszka i pracuje w Krakowie.

## Twórczość
Wybrane wystawy:
- 1984 Kraków – "Wystawa zdjęć heroicznych",
- 1987 Hłomcza – "Krzyż",
- 1989 Sanok – "Rysunek",
- 1989 Jasło – "Rysunek, malarstwo, rzeźba",
- 1991 Sanok – "Rzeźba i rysunek",
- 1994 Kraków – "Czynne miasto",
- 1997 Kopenhaga – "Rzeźba",
- 1997 Kraków – "Przesyłka z Bieszczad",
- 1998 Kraków – "Sarkofag i brzemienna igła",
- 2000 Kraków – "Rzeźba",
- 2004 Kraków – "Autoportret 32 x 40",
- 2005 Kraków – "Ze szkicownika alkoholika",
- 2006 Norymberga – "Rzeźba",
- 2007 Kraków – "Rzeźba".

Wybrane rzeźby i kompozycje przestrzenne:
- 1987 Hłomcza, Góra Prysnop – Krzyż,
- 1996 Cerkiew Świętej Trójcy w Międzybrodziu – Ukrzyżowanie,
- 1998 Kraków, Borek Fałęcki – Gnom, róg leśny,
- 1999 Jasło, ul. Adama Mickiewicza – Św. Antoni Padewski,
- 2001 Jasło, Park miejski – Grób nieznanego żołnierza,
- 2007 Kościół i klasztor Franciszkanów w Sanoku – Św. Franciszek

## Galeria

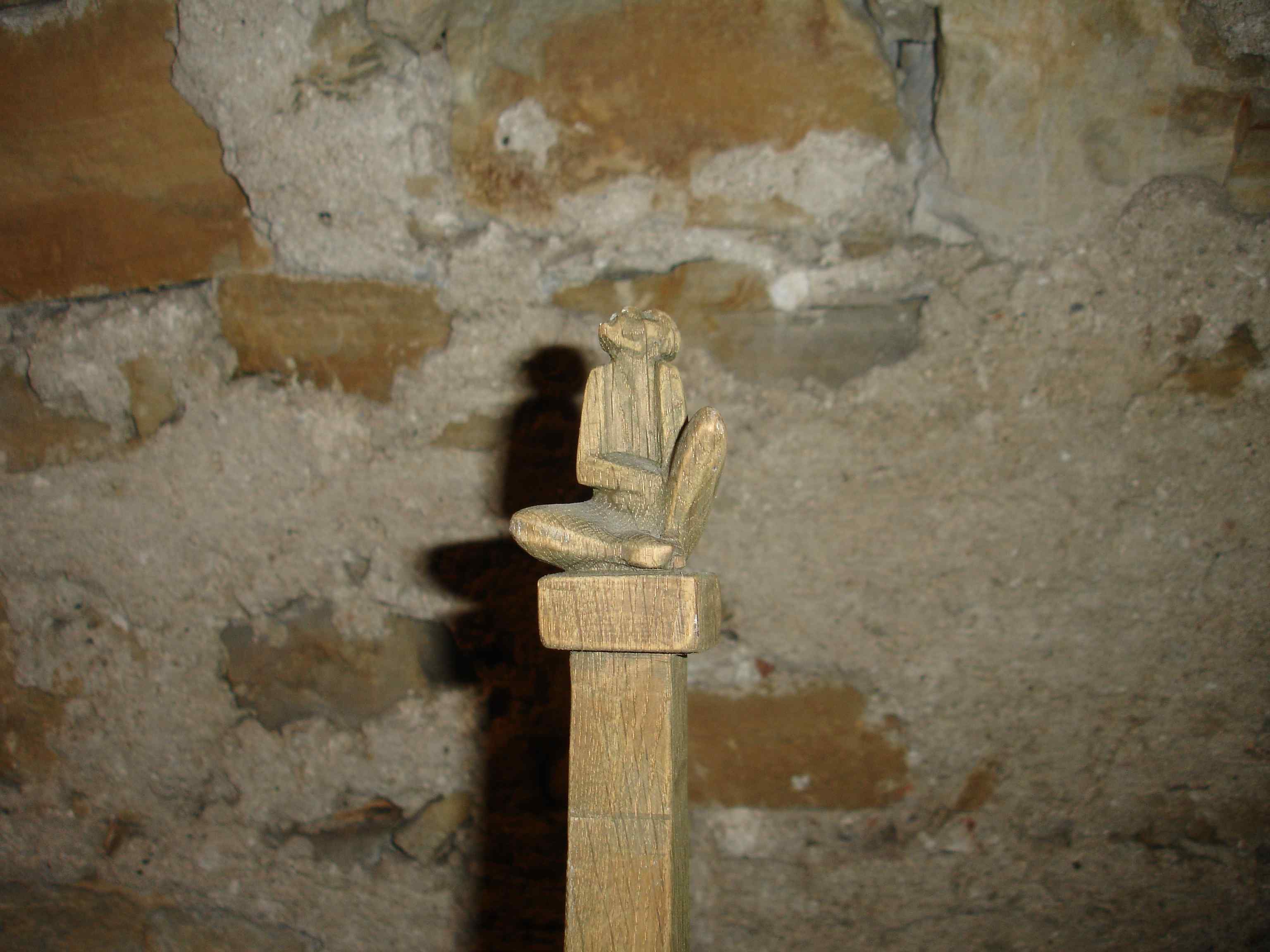
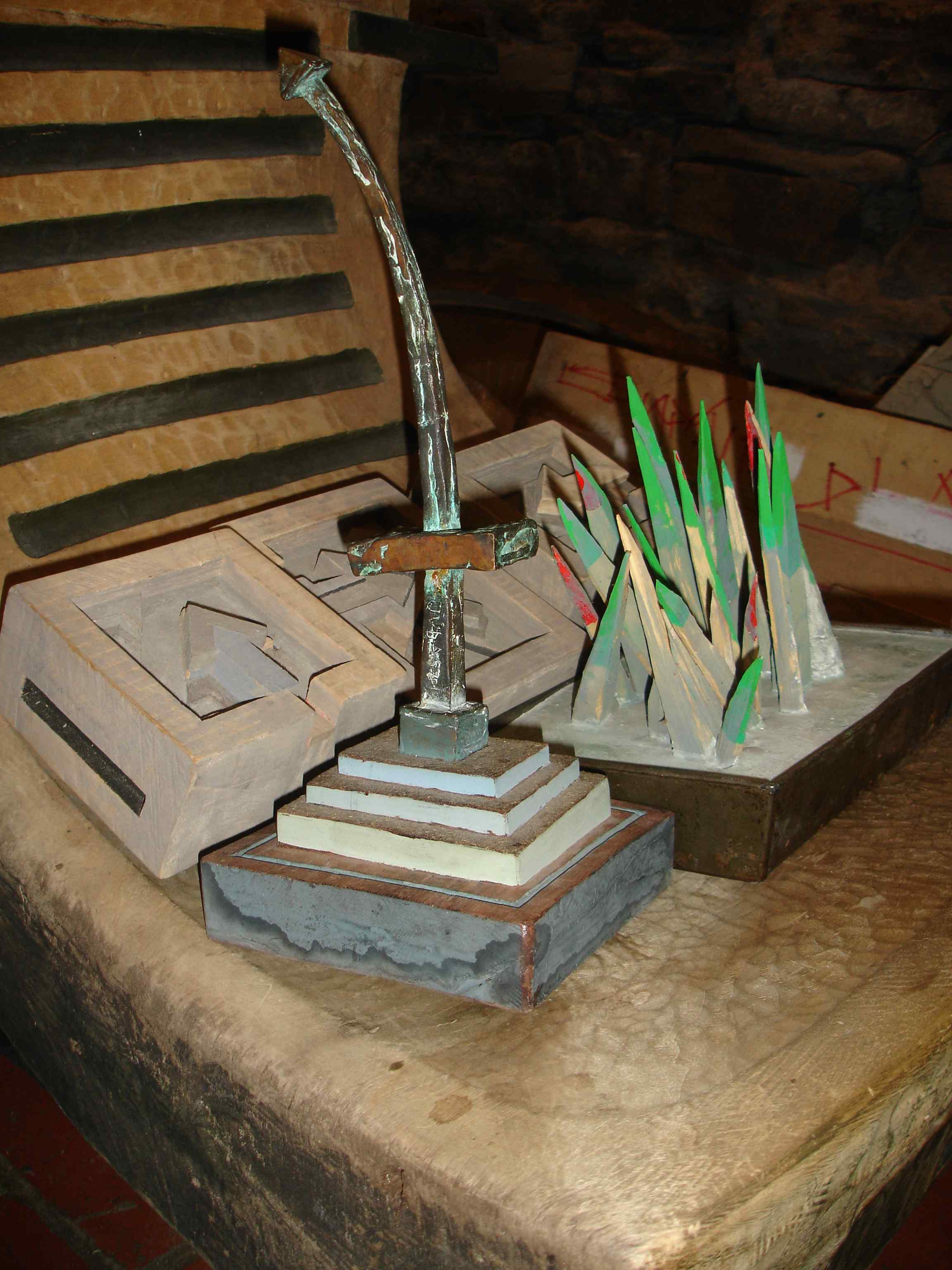
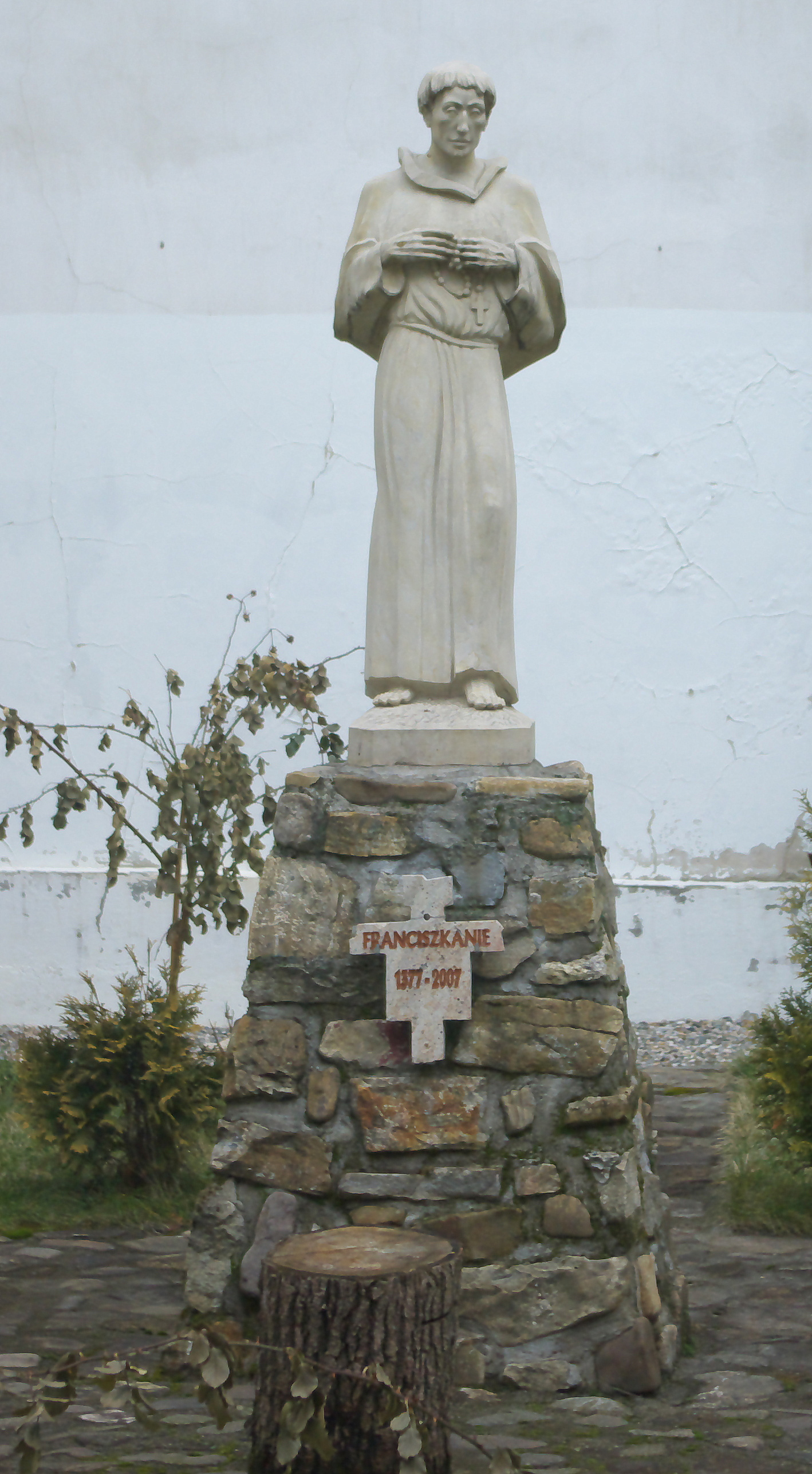
Klasztor oo. Franciszkanów – Św. Franciszek
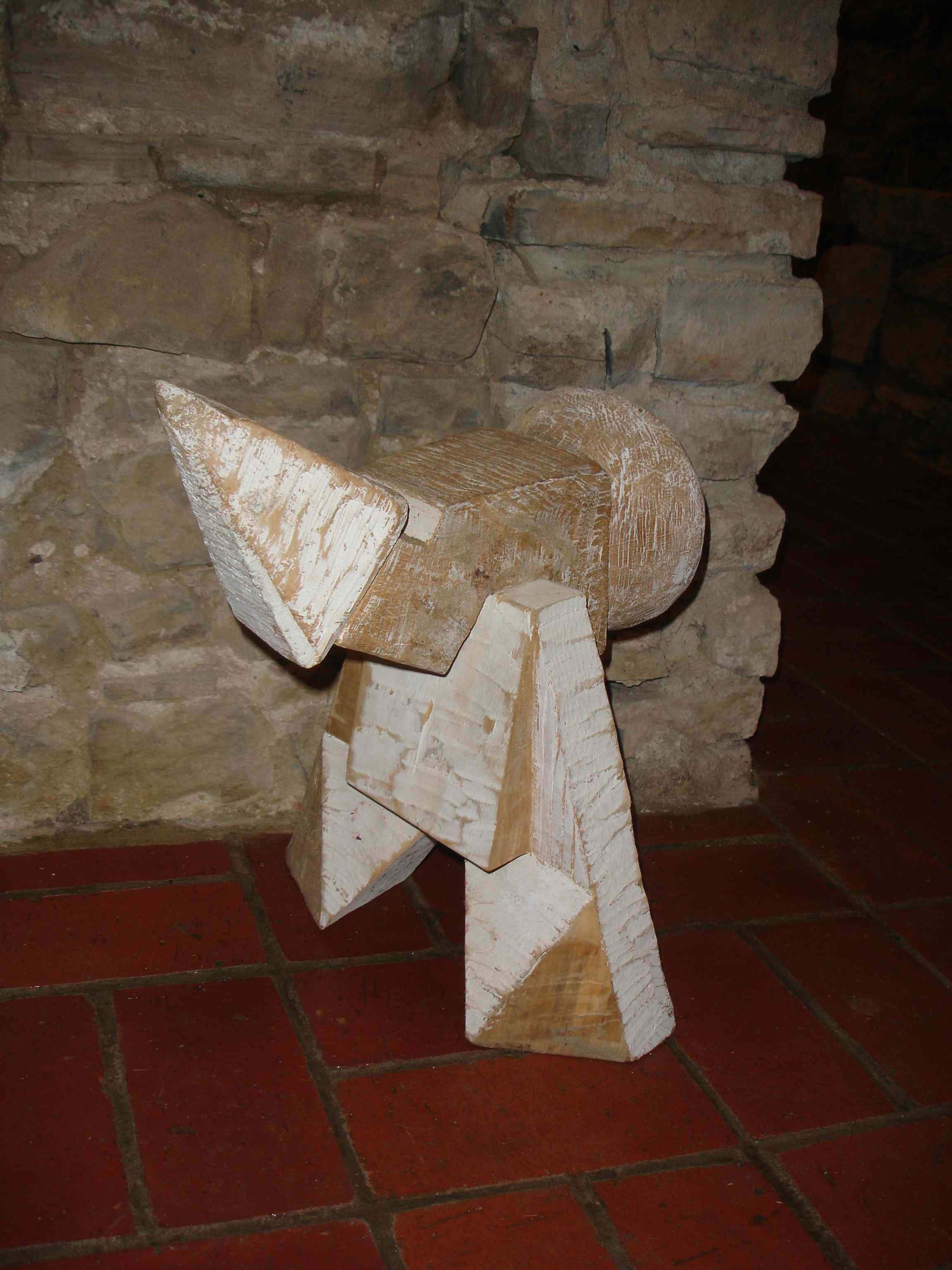
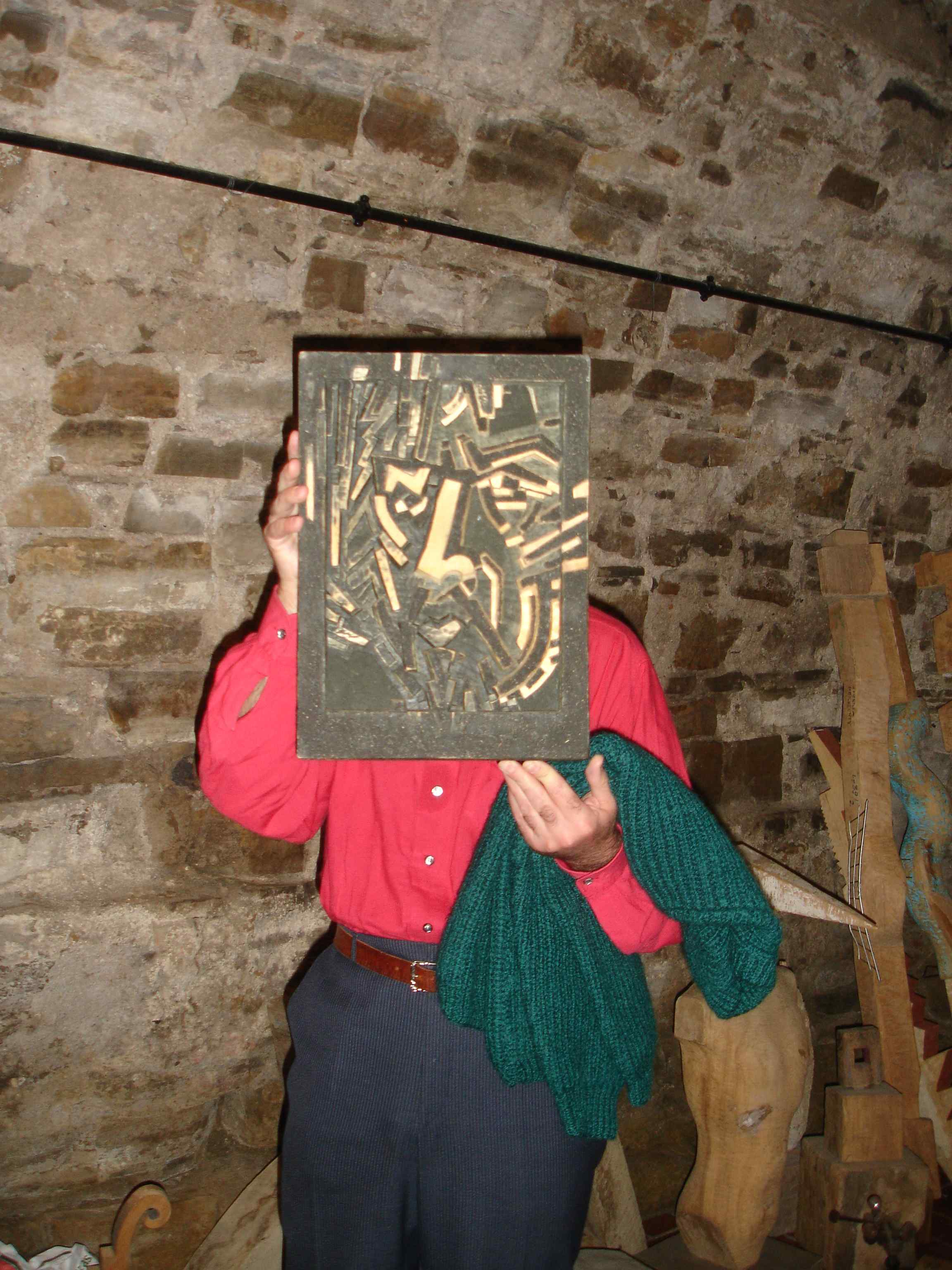
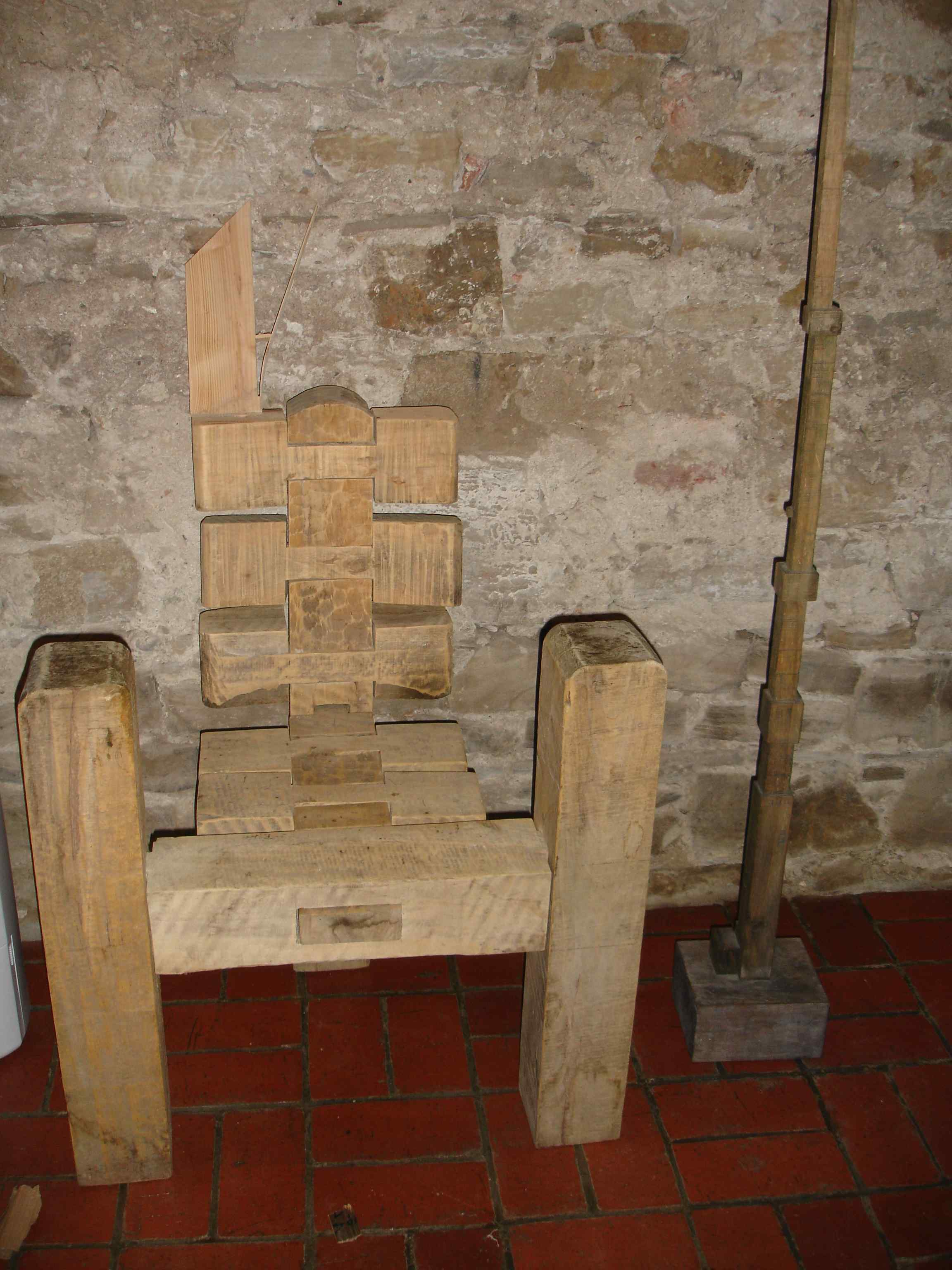